# Zeusi di Taranto
Zeusi di Taranto (in greco Ζεῦξις) (... – III secolo a.C.) è stato un medico greco antico.

## Biografia
Zeusi originario di Taranto fu medico della scuola empirica nel III sec. a.C..
Il tarantino, insieme a Eraclide di Taranto fu uno dei primi commentatori degli scritti di Ippocrate.
Secondo Galeno, ha scritto più di venti commentari dei i testi ippocratici.
Zeusi viene citato da Erodiano e da Strabone.
Si racconta che in suo onore gli abitanti di Smirne fecero coniare una medaglia in suo onore.